# Takuma Shōga

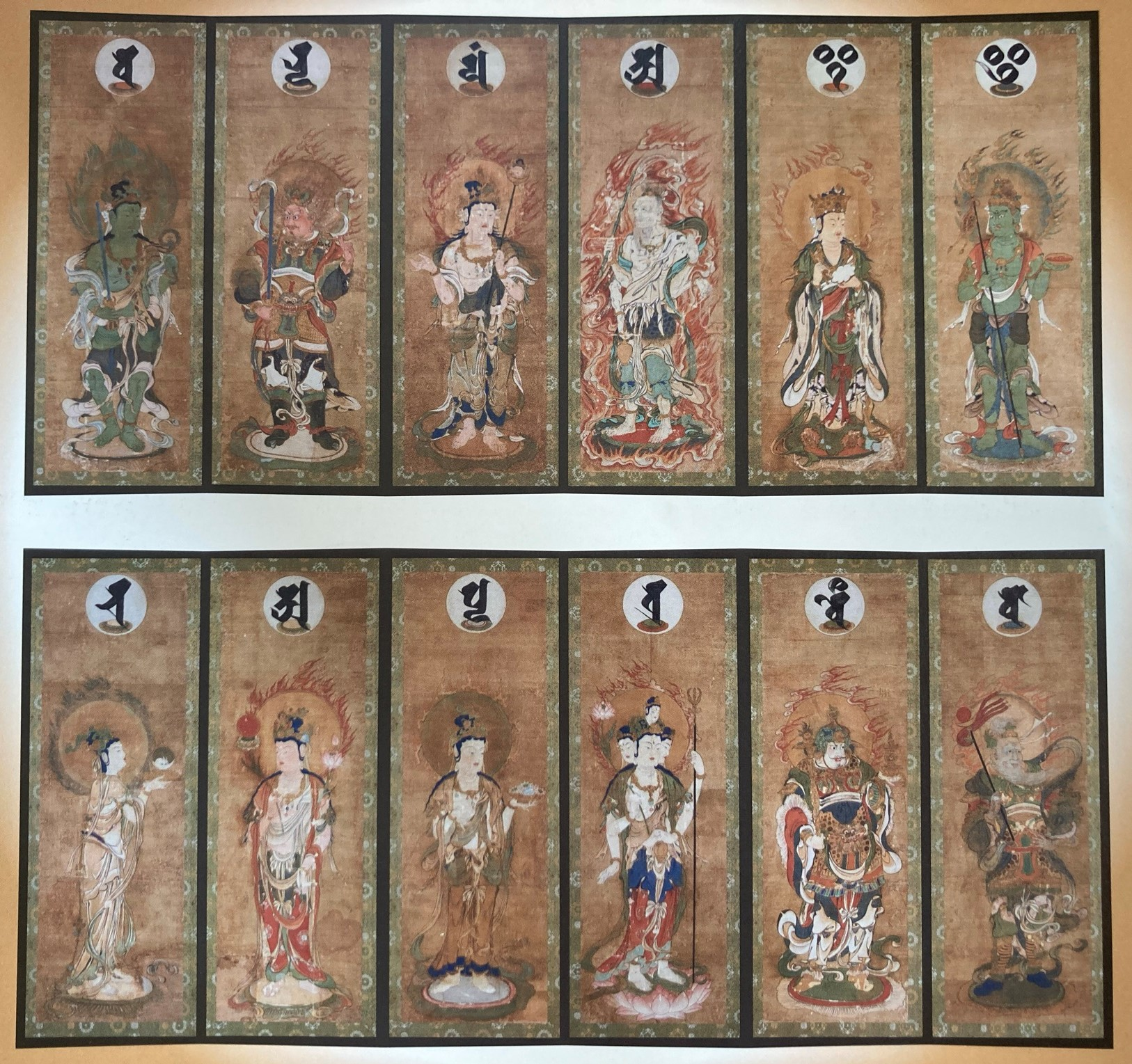
„Paravents der Zwölf Heiligen“

Takuma Shōga (japanisch 宅磨 勝賀; aktiv im späten 12. Jahrhundert) war ein japanischer buddhistischer Maler, Mitglied der Takuma-Schule (宅磨派), die während der Kamakura-Zeit die größte Schule buddhistischer Maler in Japan war.

## Leben und Wirken
Takuma Shōga war ein Sohn von Takuma Tametō. Gewöhnlich wurde er Tamemoto (為基) genannt. Im Jahr 1176 wurde er Mönch und wurde 1184 zum „Hōkyō“ (法橋) ordiniert. Gemäß den Aufzeichnungen im „Jingoji ryakki“ (神護寺略記) fertigte er während der Jin’an-Ära (1166–1169) eine Kopie des Stellwandschirms „Juniten Byōbu“ (十二天屛風) und die „Ryōkai Mandala“ (両界曼荼羅) des Tempels Kanjō-in (灌頂院) an, die zur Wiederbelebung der Lehren von Mongaku (1139–1203) beitrugen.
Im Jahr 1191 trug Shōga zum Restaurierungsprojekt des Tempels Kyōō Gokoku-ji, der auch einfach Tō-ji genannt wird, bei, wo er die „Paravents der Zwölf Heiligen“ (十二天屛風) und „Ryōkai Mandala“ anfertigte. Im Ersteren werden die stehenden Statuen der Zwölf himmlischen Devas auf dynamische Weise mit satten Tuschestrichen im Stil der Gemälde der Song-Dynastie dargestellt. Mit ihren innovativen Farbtönen und Mustern schaffen sie einen neuen Stil buddhistischer Malerei mit erfrischendem Geist. Andererseits verwendete er im Letzteren eine recht traditionelle Illustrationstechnik, die deutlich den Charakter der Takuma-Schule zeigt. 
Als Nächstes schuf Shōga das in der Literatur bekannte Gemälde, das Honzon Mandala (本尊曼荼羅), und die Tenhata-Statue (天幡像) für die Ausbildung von Hofadligen. Im Jahr 1209 schuf er die Bilder der fünf Godaiki-Statuen (五大力絵像) und das „Shakya Sanzon Benzaiten“ (釈迦三尊弁才天), also Buddha mit Begleitern, für die Empfangsräume  Niō-kō (仁王講) und Saishō-kō (最勝講) des Adelssitzes Oshikōji-karamasu-dono (押小路烏丸殿) in Kyōto. Da dies die letzten Aufzeichnungen sind, kann man davon ausgehen, dass er am Ende seiner Karriere angelangt war.